# Windhals
Windhals ist ein Ortsteil des Marktes Winklarn (Verwaltungsgemeinschaft Oberviechtach) im Oberpfälzer Landkreis Schwandorf in Bayern und liegt in der Region Oberpfalz-Nord.

## Geografie
Windhals liegt im Naturpark Oberpfälzer Wald, etwa 2 km nordöstlich vom Kernort Winklarn entfernt zwischen dem 585 m hohen Geißberg und dem 619 m hohen Kreuzberg.
Nachbarorte sind im Norden Pondorf,
im Südosten Krapflhof, im Südwesten Trad, im Westen Forsthof
und im Nordwesten Schneeberg.

## Geschichte
1801 gehörte Windhals zur Herrschaft Winklarn und deren Besitzer Adam Anton Bernclo auf Schönreuth bei Kemnath - Neustadt,
der die Herrschaft Winklarn 1803 an den königlich bayerischen Generalleutnant Carl Wilhelm Graf von Eckart auf Leonberg verkaufte.
1828 erbte die Tochter des Grafen Eckart, Katharina Eugenie die Herrschaft Winklarn.
Sie war verheiratet mit dem französischen General Graf Du Moulin.
1803 wurde das Amt Murach aufgelöst und Windhals kam mit Winklarn an das Landgericht Neunburg vorm Wald.
1840 entstand das Landgericht Oberviechtach, dem Windhals nun angehörte.
Zum Stichtag 23. März 1913 (Osterfest) wurde Windhals als Teil der Pfarrei Winklarn mit 6 Häusern und 31 Einwohnern aufgeführt.
Zum 31. Dezember 1969 wurde Windhals als Teil der Gemeinde Schneeberg aufgeführt, 
zu der die Gemeindeteile Schneeberg, Aschahof, Aschamühle, Buchhof, Forsthof, Höll, Hundhagermühle, Windhals gehörten
und die zu diesem Zeitpunkt insgesamt 277 Einwohner hatte.
Am 31. Dezember 1990 hatte Windhals 14 Einwohner und gehörte zur Pfarrei Winklarn.